# Catedral de la Dormición (Járkov)
La catedral de la Dormición o Asunción (en ucraniano: Собор Успіння Пресвятої Богородиці) es una catedral ortodoxa ucraniana que se sitúa en Járkov, en el óblast de Járkov de Ucrania. Se trataba del principal templo ortodoxo de esta ciudad hasta principios del siglo XX, fecha en que quedó concluida la catedral de la Anunciación.
La catedral es el único edificio de Járkov visitado por casi todos los zares de Rusia, empezando por Catalina II la Grande.

## Historia
En 1656, cuando se reconstruyó la fortaleza de Járkov, la mayor parte de su territorio fue cedido a los ciudadanos para que construyeran sus casas menos la parte norte, cedida para la construcción de la futura iglesia. Se menciona por primera vez en un informe militar de 1658 del voivoda Ofrosimov, que escribió a Moscú sobre los envíos de madera para la construcción. Esta iglesia era austera y solo tenía iconos de papel. Las investigaciones de siglos posteriores descubrieron múltiples restos humanos cerca de la iglesia, lo que demuestra que tenía su propio cementerio cerca.
Járkov estaba creciendo rápidamente y en 1685 las autoridades de la ciudad comenzaron a construir la iglesia de piedra. La antigua iglesia de madera se conservó como una pequeña capilla. En 1687, el nuevo edificio estaba listo. Su aspecto y diseño recordaban a la catedral de la Ascensión de Izium, presumiblemente construido por el mismo equipo. La iglesia de la Dormición fue consagrada en 1688 por el arzobispo metropolitano de Bélgorod, Avrami, y se convirtió en uno de los primeros edificios de piedra de la ciudad.
El 3 de marzo de 1733, Járkov sufrió el incendio más desastroso de su historia. Destruyó más de 300 casas, todos los edificios y todas las tiendas, destruyó la iglesia de San Nicolás y casi quemó la catedral. Solo quedaron intactas sus paredes, mientras que todos los interiores, el techo y las cúpulas fueron destruido; la iglesia fue restaurada en 1734. En 1770 se encontraron grietas peligrosas en las paredes de la iglesia que no pudieron repararse. El 14 de mayo de 1771 se colocó la primera piedra de la nueva catedral y en la primavera de 1778 se consagró el altar en honor de Nuestra Señora de Kazán, aunque la construcción aún no estaba terminada. El 27 de septiembre de 1780 se volvió a consagrar en honor de la Dormición de la Madre de Dios, ceremonia a la que asistió el general Piotr Rumiántsev.
Durante el régimen soviético, la iglesia fue cerrada el 17 de febrero de 1930 y el campanario se utilizó para instalar una antena para la primera estación de radio soviética en 1924. Más tarde, el dispositivo de transmisión se trasladó al interior y los frescos sufrieron graves daños. Durante la década de 1920, el altar de madera de la iglesia se trasladó al Museo de Arte de Járkov, donde se quemó durante la Segunda Guerra Mundial. Las autoridades cerraron la catedral. Las cinco cúpulas fueron destruidas y las campanas fueron retiradas de la torre. El edificio se utilizó como almacén y luego se entregó a las oficinas de la administración de la ciudad. El campanario también sufrió más daños a causa de un tornado en 1975. 
El templo fue restaurado a fines de la década de los 70 del siglo XX y se entregó a la Iglesia ortodoxa de Ucrania en 2006.
El 2 de marzo de 2022 la catedral sufrió daños de diversa consideración con motivo de los bombardeos rusos que asolaron la ciudad de Járkov en el marco de la invasión rusa de Ucrania. Las imágenes difundidas en las redes sociales mostraron el interior del templo con cristales de las vidrieras en el suelo, al igual que obras enmarcadas y multitud de trozos de madera.

## Arquitectura
La catedral, reconstruida en el último cuarto del siglo XVIII, es de estilo barroco tardío, inspirada en el modelo de San Clemente de Moscú. Destacaba el iconostasio dorado de madera según el diseño rococó de Francesco Bartolomeo Rastrelli, y al mismo tiempo las fachadas eran sobrias y estrictas. 
El campanario neoclásico de la catedral, construido entre 1820 y 1830 con una altura de 90 metros, siguió siendo el edificio más alto de la ciudad hasta el siglo XXI. Tiene 90 metros de altura (11.º campanario ortodoxo más alto del mundo) y fue construido tras la invasión napoleónica en agradecimiento al zar Alejandro I de Rusia. Un gran reloj francés fue instalado en el campanario en 1856.

## Galería

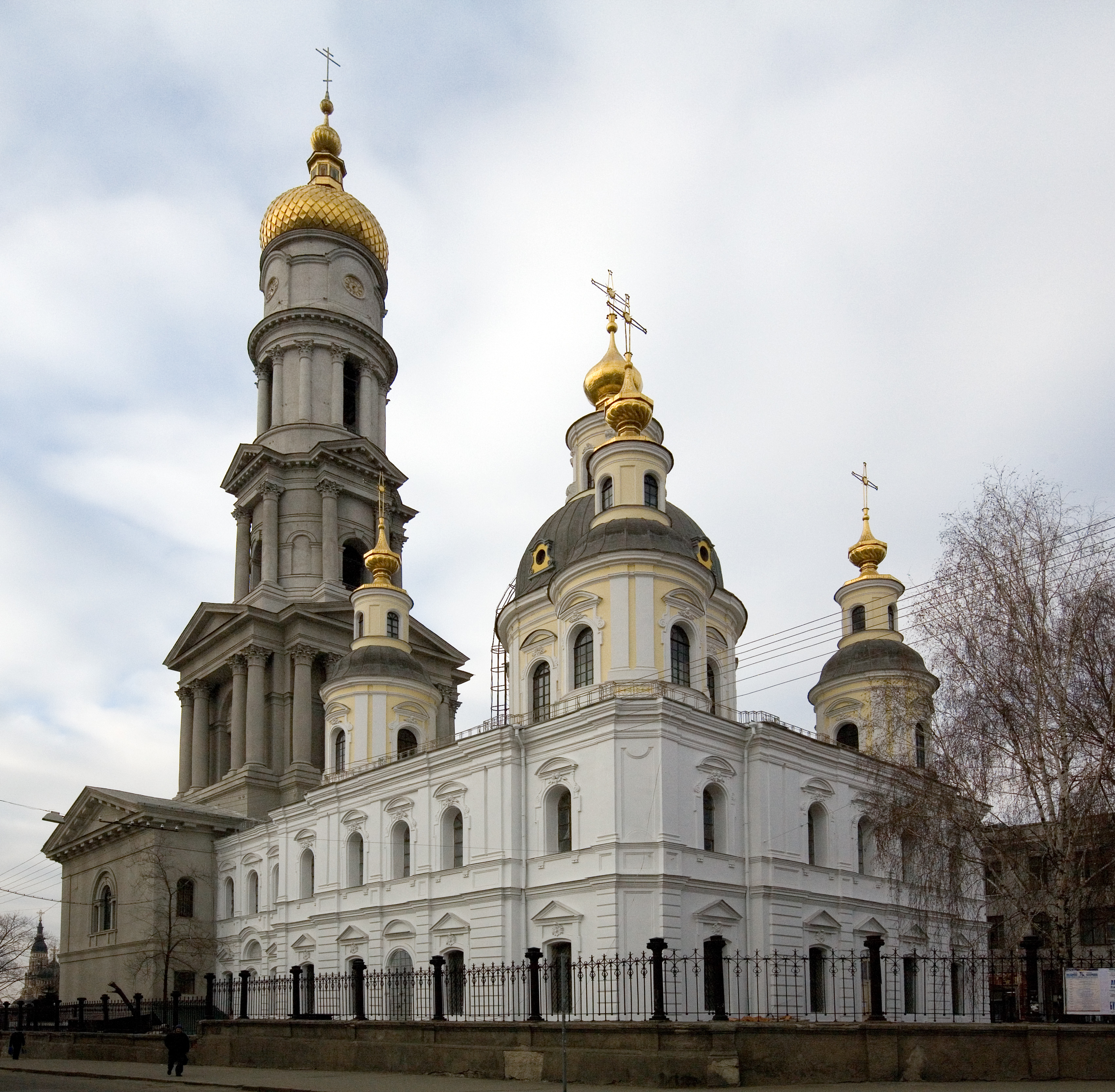
Vista lateral de la catedral
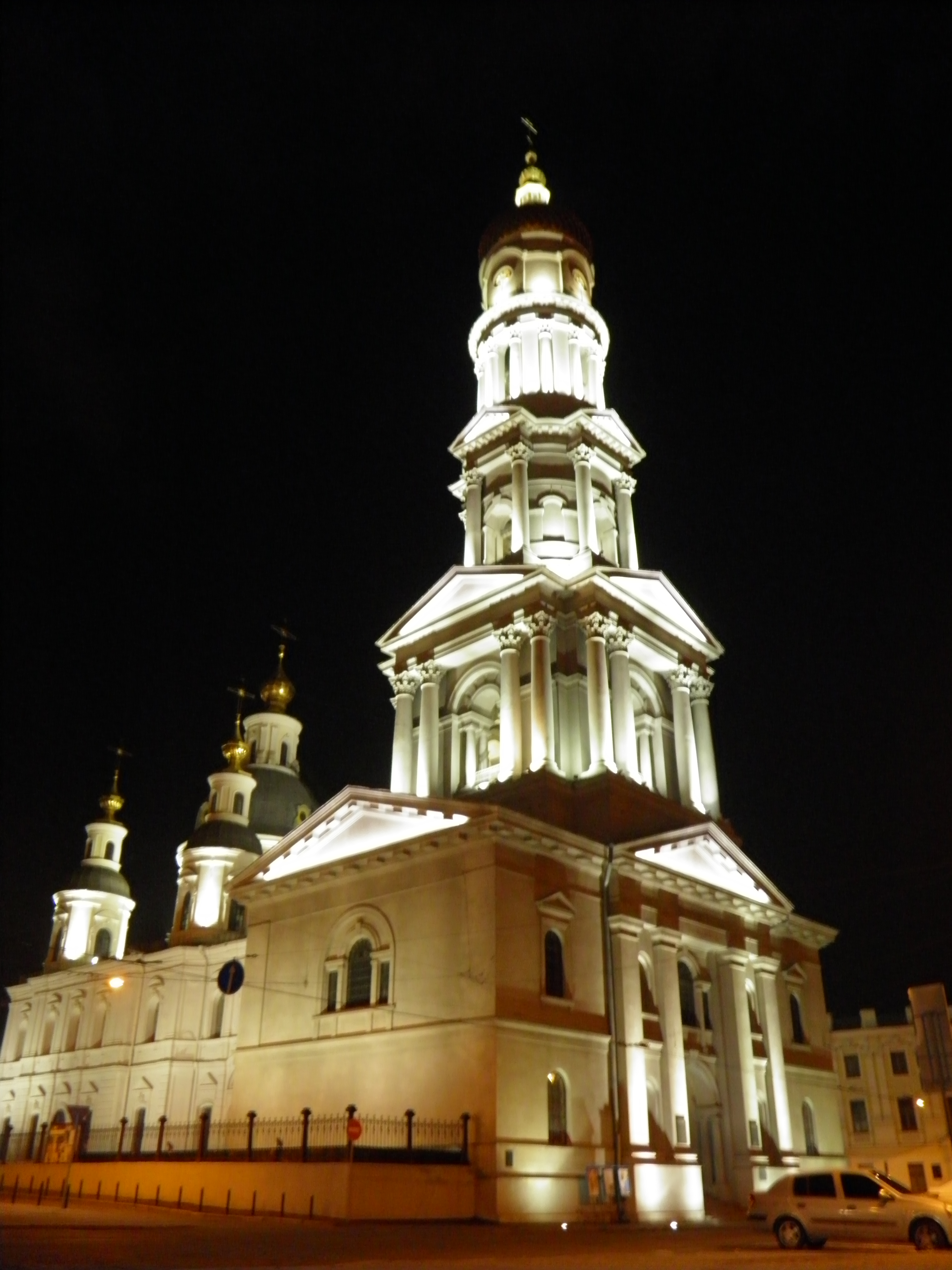
Campanario
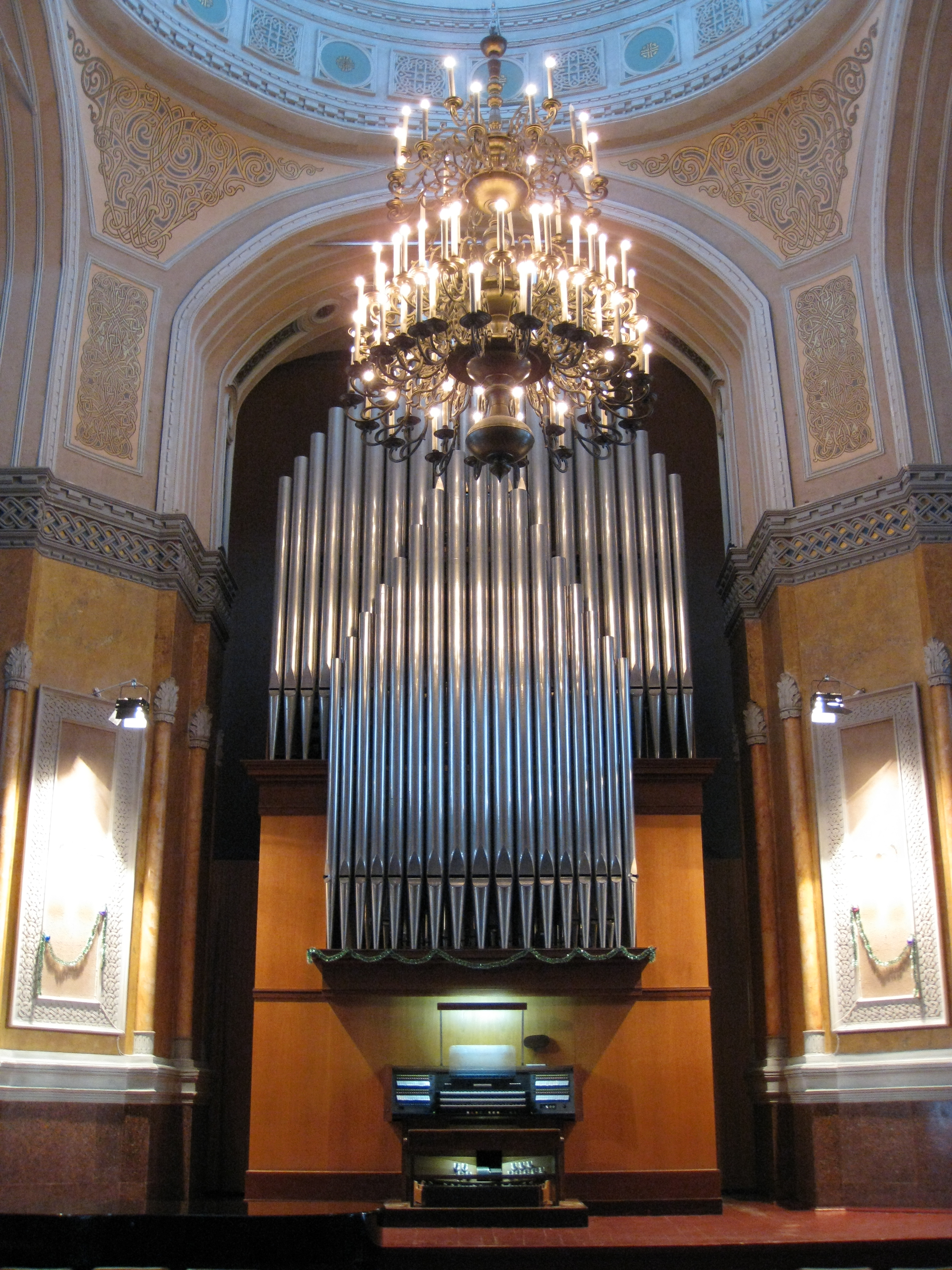
Órgano de la catedral
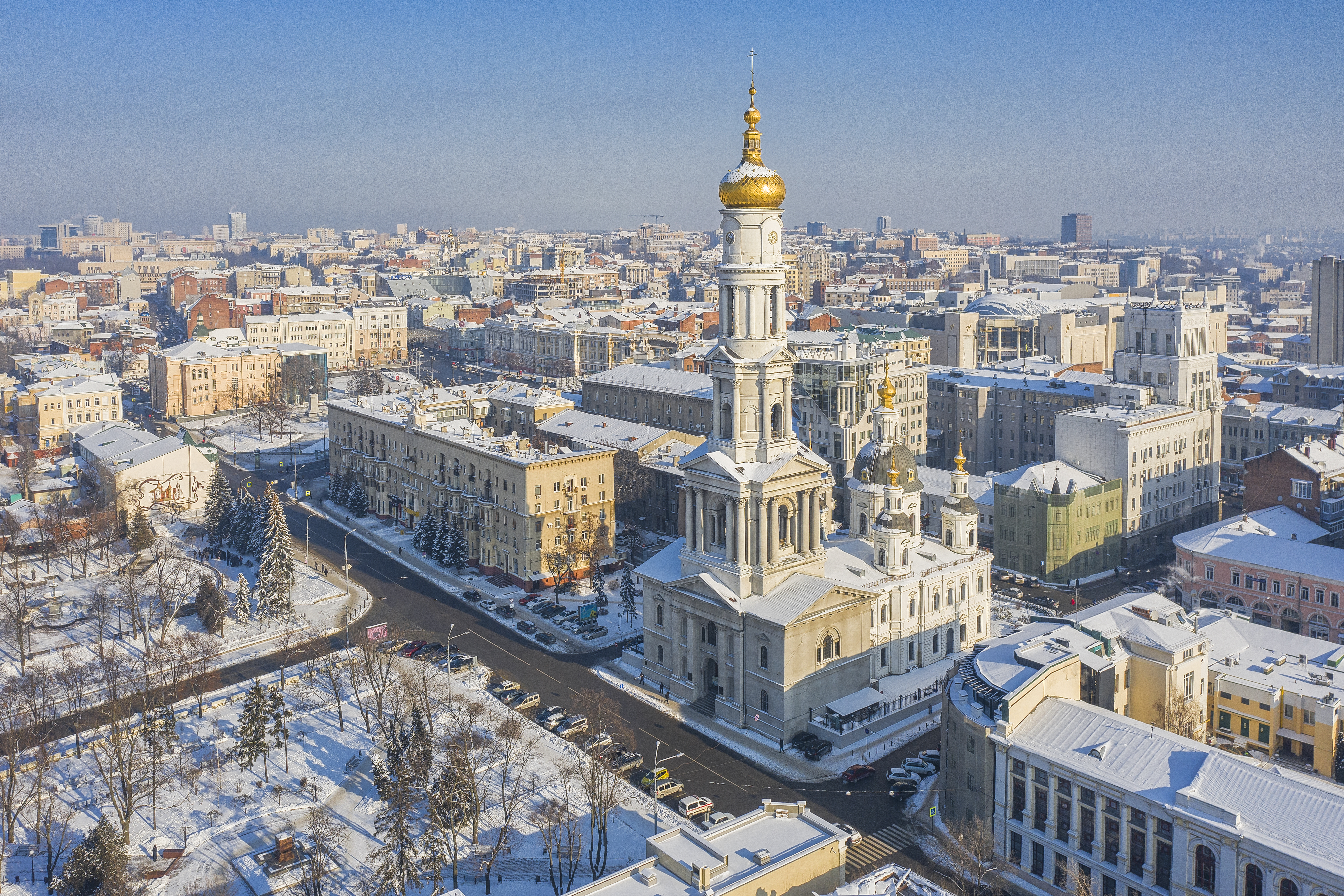
Vista aérea (2021)